# Revolució Gloriosa
|  | Aquest article tracta sobre la revolució anglesa. Vegeu-ne altres significats a «Revolució de 1868». |

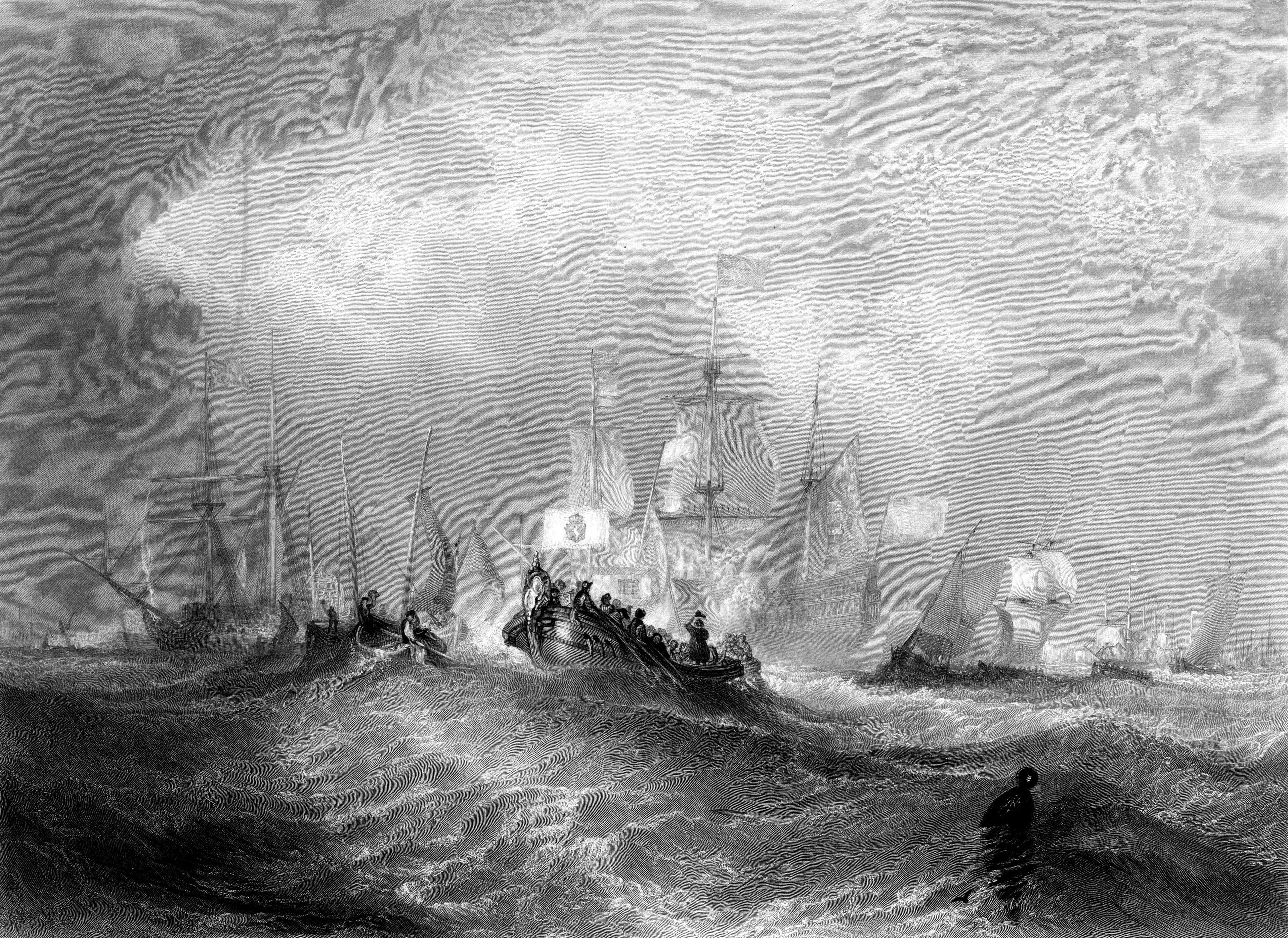
Les tropes de Guillem d'Orange desembarquen a Torbay, moment important de la Revolució Gloriosa, en un gravat de William Turner.

La Revolució Gloriosa fou un aixecament de les classes altes angleses que s'alçaren el 1688 contra els intents absolutistes del rei Jaume II. Aquest rei de la dinastia escocesa dels Estuard pretenia, a través de les polítiques autoritàries, imposar un sistema que trenqués amb les tradicions parlamentàries angleses i adoptar el catolicisme enfront de l'anglicanisme protestant del país. La revolució va consistir en un canvi de dinastia que propiciés un afavoriment de l'autonomia del Parlament anglès per governar en interès del país (o les classes preeminents) i no en pro d'un sol rei.
Aquesta revolució s'emmarca, per tant, en la lluita religiosa entre el poder catòlic de Roma i el protestantisme europeu de tota l'edat moderna, però també entre el poder absolut i cada cop més autoritari de les monarquies europees i els drets nobiliaris i patricis de les classes altes que volien constitucions i normes per limitar el poder monàrquic i parlaments per sancionar l'obra dels reis i arribar a pactes favorables.
El nom es va donar també a la revolució comunista al Congo (Brazzaville) i al cop d'estat que va deposar Isabel II d'Espanya.

## Context anterior al 1688
El rei Carles II d'Anglaterra i d'Escòcia no tenia descendència legítima i s'estava proposant que a la seva mort el succeís el seu germà, Jaume, duc de York, a la qual cosa s'hi va oposar el partit Whig per por d'un retorn a l'autoritarisme i al catolicisme. Amb aquest propòsit el maig del 1679 els Whig van presentar la proposta de llei anomenada Exclusion Bill. Com a resposta el rei va dissoldre temporalment el Parlament, però en les següents eleccions al mes d'agost el partit Whig encara va obtenir més representants. El rei no va convocar el Parlament amb els nou representants fins passats tretze mesos, esperant que mentrestant es refredarien les protestes. Quan es van reunir l'octubre del 1680, l'Exclusion Bill es va aprovar per la cambra dels Commons però va ser rebutjada per la cambra dels Lords. Carles va dissoldre el Parlament el gener del 1681, però el partit Whig va continuar estant fortament representat en les següents eleccions. Al març el rei va tornar a convocar el Parlament a Oxford, però el va dissoldre pocs dies després, va fer una crida al poble contra els Whigs i va decidir governar a partir de llavors sense Parlament. Pel febrer, Carles va fer un pacte amb el rei de França Lluís XIV, el qual li va prometre suport contra els whigs. Sense Parlament els whigs gradualment van perdre força, principalment a causa de la conspiració fallida per assassinar el rei anomenada Rye House Plot («conspiració de la casa Rye»). El comte de Melville, el comte de Leven, lord Shaftesbury i el fill il·legítim de Carles II que tenia el títol de duc de Monmouth, van participar en el complot i, en veure's descoberts, van poder fugir cap a les Províncies Unides. No van tenir tanta sort Algernon Sidney, sir Thomas Armstrong i lord William Russell que van ser executats per alta traïció. El comte d'Essex es va suïcidar llençant-se des de la Torre de Londres després de ser arrestat, mentre que lord Grey de Werke va aconseguir escapar de la torre.
Jaume va heretar el tron britànic el 1685 sense comptar amb el suport dels Whig per ser absolutista, però el fet que fos catòlic va fer que acabés perdent també el suport del partit Tory i només tenia la benevolença dels irlandesos, als quals havia promès un futur autogovern. El maig del 1686, Jaume va demanar a les corts que li donessin el poder absolut i va obtenir el vot a favor d'onze dels dotze jutges. Henry Compton, bisbe de Londres, va fer un sermó contra el rei i el catolicisme i aquest el va cessar en el càrrec. L'any següent va preparar un comitè de purga per destituir dels seus càrrecs a tots els que se li oposaven. La por va augmentar quan el rei va tenir un fill el juny del 1688 que, en cas de no haver nascut, el tron hauria passat a la seva filla protestant, Maria.

## Els fets del 1688
Al cap de tres anys de regnat, el rei Jaume no tenia gaire suport. Un grup de polítics van proposar a la seva filla Maria que substituís al seu pare, però l'exèrcit, després de la purga, estava en mans d'irlandesos catòlics fidels a Jaume, per la qual cosa van cercar el suport militar fora del país i van proposar a Guillem d'Orange, cosí de Maria, que governés juntament a ella. Pel juny del 1688, Guillem va enviar el comte Zuylestein a Anglaterra amb l'excusa de felicitar el rei per la seva paternitat, però en realitat el que volia era contactar amb els seus partidaris, ja que no volia envair el país sense assegurar-se primer que tenia un ampli suport ciutadà i polític.
Un grup anomenat els set immortals format per un bisbe anglès i sis nobles va visitar La Haia i va acabar de convèncer Guillem. Després Guillem, que sabia que tindria França en contra, va consultar amb els seus veïns poderosos; el duc de Hanover, Ernest Augustus, i l'elector de Saxònia, John George III, li van assegurar que es mantindrien neutrals.
Llavors va haver de convèncer el burgmestre d'Amsterdam perquè el financés en el seu projecte, cosa difícil, ja que aquesta pròspera ciutat tenia por del trencament de relacions comercials amb França. El 20 de juliol va començar a reclutar 13.616 mercenaris alemanys a Brandenburg i igual nombre de mercenaris holandesos reclutats a les ciutats frontereres. Va obtenir altres suports financers dels llocs més insospitats: el banquer jueu, Francisco Lopes Suasso, va aportar dos milions de florins; el papa Innocenci XI, enemic del rei de França, va fer un préstec a Guillem, encara que després va negar qualsevol relació amb la revolta. El cost total ascendia a set milions de florins, quatre dels quals van ser pagats per l'estat. Part dels diners es van emprar en la construcció de 21 vaixells de guerra, i es van contractar 9.000 mariners sota el pretext de defensar el país contra possibles revolucionaris al servei de la monarquia espanyola.
Entre el 16 i el 26 d'octubre les tropes van travessar la mar i només es va perdre un vaixell que anava carregat amb cavalls. De seguida van fer escampar la notícia, exagerant el nombre de pèrdues perquè l'exèrcit anglès pensés que els invasors estaven debilitats per una tempesta que els havia sorprès. Un esquadró anglès comandat per lord Dartmouth els esperava a Portmouth. Alguns es van agrupar a Dover, mentre que Guillem va desembarcar a Torbay; portava equipament i armes per a 20.000 partidaris anglesos que se li volguessin unir en la revolta. El nom de Revolució Gloriosa deriva de l'expressió en neerlandés Glorieuze Overtocht («gloriós desembarcament») perquè, malgrat les dificultats, van travessar el canal sense problemes.
El 9 de novembre (del calendari julià) els exèrcits de Guillem havien pres la ciutat d'Exeter després que les autoritats l'abandonessin. Portava una guàrdia d'honor de dos-cents mercenaris negres vestits de blanc, que havien estat reclutats a les colònies africanes. Al sud del país el suport era limitat, però al nord la noblesa i molts pobles es van declarar al seu favor així com anaven llegint el document en què declarava les seves intencions de reconèixer els drets parlamentaris. Va haver-hi unes primeres setmanes en què la gent, amb cautela, evitaven adherir-se a un o altre bàndol.
El primer enfrontament armat es va produir a Wincanton el 23 de novembre; l'endemà el capità del bàndol jacobita es va passar al de Guillem. La princesa Anna, que dubtava de la legalitat del seu germà, va fer el mateix. El 9 de desembre els dos bàndols es van tornar a enfrontar en una segona batalla a Reading, amb la derrota definitiva del rei Jaume.

## Conseqüències
L'11 de desembre, Jaume va intentar fugir a França, primer llançant el Gran Segell del Regne al riu Tàmesi. Va ser capturat a Kenti  fou destronat; aleshores, la corona no passà pas al seu fill Jaume Estuard, catòlic com ell, sinó a la seva filla, protestant, Maria II d'Anglaterra i d'Escòcia casada amb Guillem d'Orange. Més tard, Jaume va ser alliberat i posat sota guàrdia holandesa. No tenint cap desig de fer de Jaume un màrtir, Guillem el va deixar escapar el 23 de desembre. Jaume va ser rebut pel seu cosí i aliat, Lluís XIV, que li va oferir un palau i una pensió.
Jaume II va intentar recuperar les seves corones desembarcant a Irlanda el 1689, però, després de la seva derrota a la batalla del Boyne a l'estiu de 1690, se'n tornà a França, on passà la resta de la seva vida sota la protecció del seu cosí i aliat Lluís XIV
El triomf de la Gloriosa Revolució va significar a Anglaterra i Escòcia la fi de l'absolutisme i l'inici de la monarquia parlamentària.